# 쿠마노보

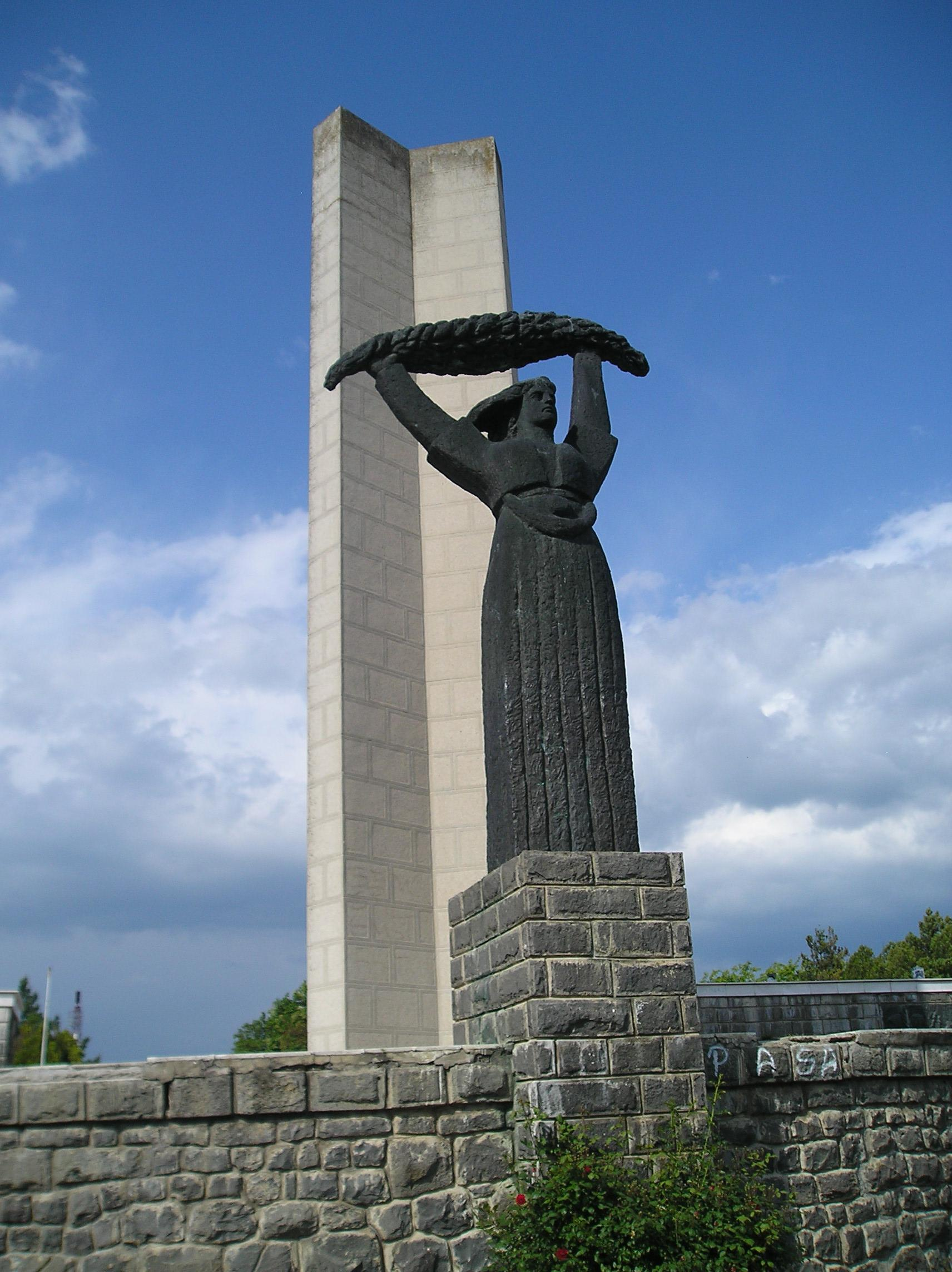
쿠마노보 인민 해방 전쟁 기념비

쿠마노보(마케도니아어: Куманово, 알바니아어: Kumanova, Kumanovë 쿠마노바, 쿠마노버)는 북마케도니아 북동부에 위치한 도시로 면적은 509.48km2, 높이는 340m, 인구는 105,484명(2002년 기준), 인구 밀도는 207.04명/km2이며 스코페(북마케도니아의 수도) 인근에 위치한다. 북마케도니아에서 인구가 가장 많은 지방 자치체인 쿠마노보 시의 행정 중심지이며 스코페와 비톨라에 이어 북마케도니아에서 3번째로 인구가 많은 도시이다.

## 역사
도시 이름은 12세기부터 13세기까지 이 지역에 거주했던 민족인 쿠만인에서 유래된 것으로 추정된다. 1519년 현재의 터키 이스탄불에 보관되어 있던 오스만 제국의 문헌에 처음 등장했으며 1689년 오스만 제국의 지배에 대항한 반란인 카르포시 봉기가 일어났다.
1912년 제1차 발칸 전쟁 때 세르비아 왕국 군대가 쿠마노보 북부에서 오스만 제국 군대를 격파하면서 쿠마노보를 탈환했다. 이틀 뒤에 일어난 쿠마노보 전투에서 세르비아 군대가 오스만 제국 군대에 승리를 거두면서 오스만 제국의 마케도니아 지배도 막을 내리게 되었고 나중에 세르비아 왕국과 유고슬라비아 왕국의 영토가 된다. 제2차 세계 대전 때 파시스트에 대항하는 마케도니아인들의 레지스탕스(파르티잔) 전투가 벌어졌고 전쟁 이후에는 사회주의 체제 하에서 급속도로 공업화와 현대화가 진행되기에 이른다.

## 기후
| 쿠마노보의 기후          | 쿠마노보의 기후 | 쿠마노보의 기후 | 쿠마노보의 기후 | 쿠마노보의 기후 | 쿠마노보의 기후 | 쿠마노보의 기후 | 쿠마노보의 기후 | 쿠마노보의 기후 | 쿠마노보의 기후 | 쿠마노보의 기후 | 쿠마노보의 기후 | 쿠마노보의 기후 | 쿠마노보의 기후 |
| 월                       | 1월             | 2월             | 3월             | 4월             | 5월             | 6월             | 7월             | 8월             | 9월             | 10월            | 11월            | 12월            | 연간            |
| ------------------------ | --------------- | --------------- | --------------- | --------------- | --------------- | --------------- | --------------- | --------------- | --------------- | --------------- | --------------- | --------------- | --------------- |
| 일평균 최고 기온 °C (°F) | 4.0 (39.2)      | 7.6 (45.7)      | 12.6 (54.7)     | 17.6 (63.7)     | 22.3 (72.1)     | 26.6 (79.9)     | 29.4 (84.9)     | 29.6 (85.3)     | 25.7 (78.3)     | 18.9 (66.0)     | 10.5 (50.9)     | 5.3 (41.5)      | 17.5 (63.5)     |
| 일일 평균 기온 °C (°F)   | 0.4 (32.7)      | 2.9 (37.2)      | 7.2 (45.0)      | 11.7 (53.1)     | 16.1 (61.0)     | 19.8 (67.6)     | 22.1 (71.8)     | 22.1 (71.8)     | 18.5 (65.3)     | 13.0 (55.4)     | 6.5 (43.7)      | 1.9 (35.4)      | 11.9 (53.3)     |
| 일평균 최저 기온 °C (°F) | −3.2 (26.2)     | −1.7 (28.9)     | 1.9 (35.4)      | 5.8 (42.4)      | 10.0 (50.0)     | 13.1 (55.6)     | 14.8 (58.6)     | 14.6 (58.3)     | 11.4 (52.5)     | 7.1 (44.8)      | 2.6 (36.7)      | −1.5 (29.3)     | 6.2 (43.2)      |
| 평균 강수량 mm (인치)    | 38 (1.5)        | 35 (1.4)        | 38 (1.5)        | 42 (1.7)        | 59 (2.3)        | 49 (1.9)        | 38 (1.5)        | 32 (1.3)        | 38 (1.5)        | 45 (1.8)        | 55 (2.2)        | 48 (1.9)        | 517 (20.5)      |
| 출처: Climate-Data.org   |                 |                 |                 |                 |                 |                 |                 |                 |                 |                 |                 |                 |                 |

## 자매 도시
- 불가리아 플로브디프

## 같이 보기
- 쿠마노보시